# She Plays To Win
She Plays To Win – angielski klub szachowy z siedzibą w Londynie.

## Historia
She Plays To Win został został utworzony w 2020 roku przez Lorina D’Costę jako projekt edukacyjny, mający na celu popularyzację szachów wśród dziewcząt. W 2022 roku liczył 700 uczestniczek. Również w 2022 roku She Plays To Win jako pierwszy w historii wystawił w 4NCL (czwarta dywizja) wyłącznie kobiecą drużynę. W 2023 roku zespół zadebiutował w Pucharze Europy kobiet. Angielski klub wygrał wówczas z ASD Pedone Isolano i Wasa SK, zremisował z Rishon LeZion Chess Club i Taflfélag Garðabæjar oraz przegrał z Wood Green Chess Club, SG Solingen i ŠK Gostiwar i w klasyfikacji końcowej zajął osiemnaste miejsce. Od sezonu 2023/2024 zespół grał ponadto w trzeciej dywizji 4NCL, zajmując wówczas dziewiątą pozycję. W sezonie 2024 Pucharu Europy She Plays To Win zajął szesnaste miejsce. Zespół odniósł wówczas zwycięstwo nad Tallinna MK, zremisował ze Zmajem Belgrad i Rishon LeZion Chess Club oraz przegrał z Gambitem Bonnevoie, Wasa SK, Rudarem Kostolac, ŠK Modra. W 2025 roku klub awansował do Division 2 4NCL.
Zawodniczkami klubu były m.in. Trisha Kanyamarala,  Sophie Milliet,  Annmarie Mütsch, Wiktorija Radewa i Machteld van Foreest.